# Royall Tyler
Royall Tyler (nascut 1936) és una conegut estudiós del Japó, descendent del dramaturg americà Royall Tyler (1757-1826). Va néixer a Londres (Anglaterra) i va créixer entre Massachusetts (Washington D.C.) i París, França. Entre els anys 1990 i 2000 va fer classes a la Universitat Nacional Australiana. Va traduir una antologia del folklore japonès, una col·lecció d'obres de Noh, i, més recentment, el Genji Monogatari de Murasaki Shikibu.